# DJ KAORI'S INMIX VI
『DJ KAORI'S INMIX VI』は、日本のDJ、DJ KAORIのミックス・アルバムである。2010年9月22日発売。

## 概要
- 2010年9月24日～9月27日付のオリコンデイリーチャートでは自身初となる1位を記録している。
- 2010年10月4日付のオリコンウィークリーチャートで初登場6位を記録。翌週の10月11日付のチャートでは4位に浮上した。

## 収録曲
1. レディー・ガガ / テレフォン
Telephone / Lady Gaga
2. タイオ・クルーズ / ブレイク・ユア・ハート feat. リュダクリス
Break Your Heart feat. Ludacris / Taio Cruz
3. ブラック・アイド・ピーズ / ロック・ザット・ボディ
Rock That Body / Black Eyed Peas
4. ジャスティン・ビーバー / サムバディー・トゥ・ラヴ
Somebody To Love / Justin Bieber
5. アッシャー / OMG feat. ウィル・アイ・アム
OMG feat. Will.i.am / Usher
6. ケイティ・ペリー / ホット & コールド
Hot n Cold / Katy Perry
7. Ne-Yo / ビューティフル・モンスター
Beautiful Monster / Ne-Yo
8. KE$HA / ティック・トック
Tik Tok / Ke$ha
9. パラディソ・ガールズ / パトロン・テキーラ　feat．リル・ジョン&イヴ
Patron Tequila feat, Lil Jon & Eve / Paradiso Girls
10. NAS&ダミアン“ジュニア・ゴング”マーリー / アズ・ウィー・エンター
As We Enter / NaS & Damian "Jr Gong" Marley
11. B.o.B / ナッシン・オン・ユー feat．ブルーノ・マーズ
Nothin' On You feat. Bruno Mars / B.o.B
12. スヌープ・ドッグ / ギャングスタ・ラヴ feat. ザ・ドリーム
Gangsta Luv feat. The Dream / Snoop Dogg
13. ギット・フレッシュ / シー・ビー・ライク （ブーム・ブーム・ブーム）
She Be Like (Bom Bom Bom) / Git Fresh
14. ケリー・ヒルソン / ゲット・ユア・マネー・アップ feat. キーシャ・コール＆トリーナ
Get Your Money Up feat. Keyshia Cole & Trina / Keri Hilson
15. ティンバランド / ミート・イン・ザ・ミドル with ブランニュー
Meet In The Middle With Bran' Nu / Timbaland
16. ドレイク / ファインド・ユア・ラヴ
Find Your Love / Drake
17. ニッキー・ミナージュ / ユア・ラヴ
Your Love / Nicki Minaj
18. グラシズ・マローン / サン・カム・アップ
Sun Come Up / Glasses Malone
19. ケヴィン・ルドルフ / アイ・メイド・イット（キャッシュ・マネー・ヒーローズ）feat. バードマン, ジェイ・ショーン, リル・ウェイン
I Made It (Cash Money Heroes) feat. Birdman, Jay Sean, Lil Wayne / Kevin Rudolf
20. リアーナ / ルード・ボーイ
Rude Boy / Rihanna
21. リュダクリス / ハウ・ロウ
How Low / Ludacris
22. バードマン / 4・マイ・タウン（プレイ・ボール） feat. ドレイク&リル・ウェイン
4 My Town (Play Ball) feat. Drake & Lil Wayne / Birdman
23. ロイド・バンクス feat. ジュエルズ・サンタナ / ビーマー・ベンツ・オア・ベントレー
Beamer, Benz, Or Bentley feat. Juelz Santana / Lloyd Banks
24. ヤング・マネー / エヴリー・ガール・イン・ザ・ワールド
Every Girl In The World / Young Money
25. ジャスティン・ビーバー / ベイビー feat. リュダクリス
Baby feat. Ludacris / Justin Bieber
26. LMFAO / イエス
Yes / Lmfao